# Sackville (Nouveau-Brunswick)
Pour les articles homonymes, voir Sackville.
Sackville « Pré des Bourgs » est une ancienne ville canadienne située dans le comté de Westmorland au sud-est du Nouveau-Brunswick. Elle fait partie de la ville de Tantramar depuis 2023.

## Toponymie
Sackville est nommé ainsi en l'honneur de George Sackville, 1er vicomte Sackville, qui fut commandant des forces britanniques et secrétaire colonial de 1775 à 1782. La ville porta au début le nom de Tantramar, d'après sa position dans le marais de Tintamarre.

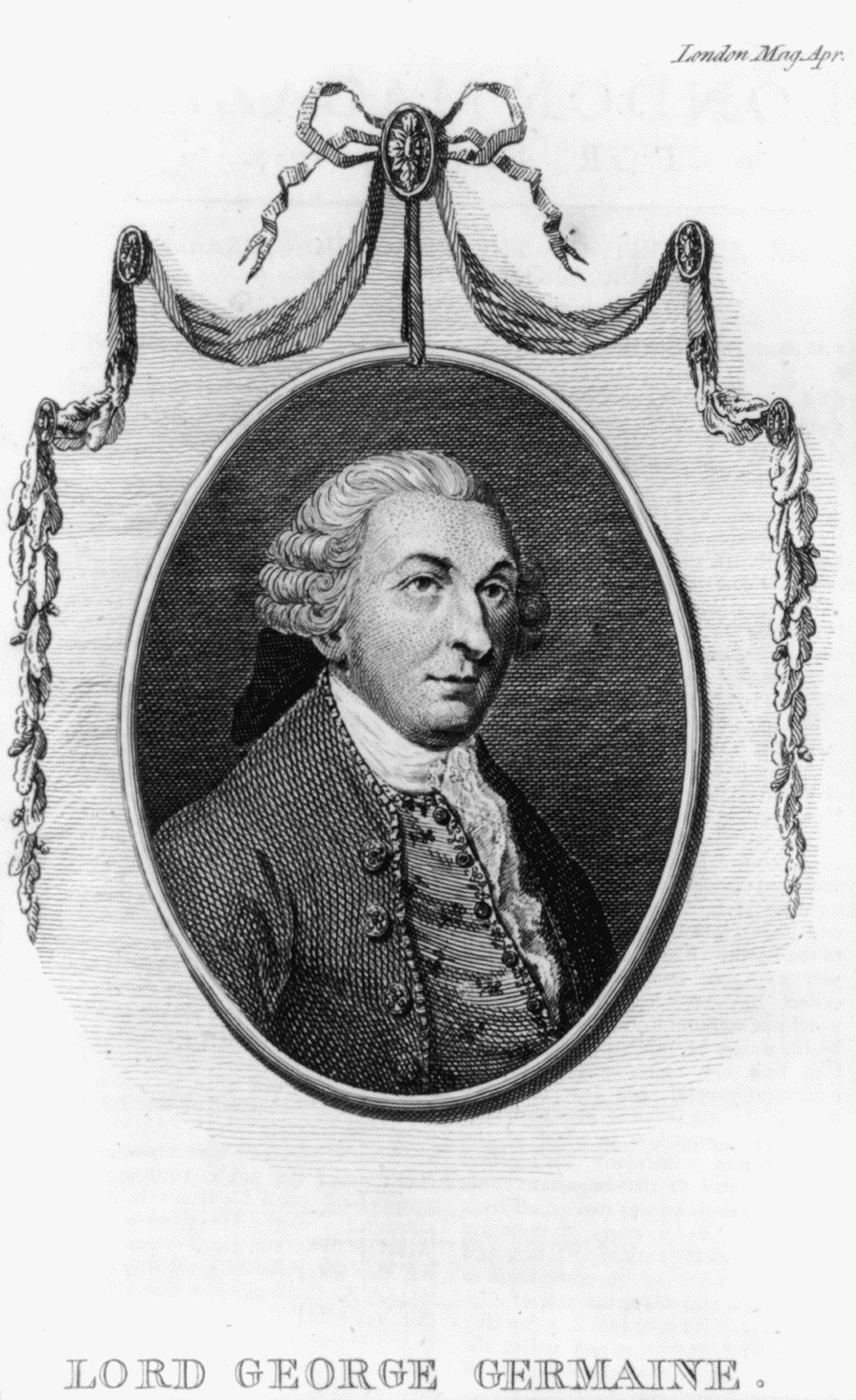
Le vicomte Sackville.

## Géographie

### Situation
Sackville se trouve a une cinquantaine de kilomètres de route au sud-est de Moncton. La ville est située au nord des marais de Tantramar et du hameau d'Aulac, porte d'entrée à l'accès à l'ancien fort Beauséjour.

## Histoire
Royaume de France (1670-1674)

 Provinces-Unies (1674-1677)

 Royaume de France (1677-1690)

 Royaume d'Angleterre (1690-1692)

 Royaume de France (1692-1763)

 Royaume de Grande-Bretagne (1763-1801)

 Royaume-Uni de Grande-Bretagne et d'Irlande (1801-1867)

Les Micmacs occupaient déjà la région de Sackville il y a plus de 2 500 ans[réf. nécessaire].
Les Acadiens arrivent dans les années 1670 et construisent de nombreux aboiteaux afin d'assécher les marais et utiliser ces terres fertiles pour la culture et l'élevage. Ils donnent le nom de Tintamarre à cette région. Ils fondent notamment les villages de Prée-des-Bourques, sur le site actuel de la ville, Prée-des-Richard, sur le site de Upper Sackville, Tintamarre à proprement parler ainsi que Ouestcock, au début du XVIIIe siècle, à la suite de l'expansion de Beauséjour,.
Après le début de la déportation des Acadiens, les soldats britanniques ainsi que ceux de la Nouvelle-Angleterre provenant des forts Lawrence et Beauséjour (renommé fort Cumberland peu auparavant), détruisent les villages des environs, dont Tintamarre, en septembre 1755. Une inondation causée par des vents forts du type « Saxby » et des marées, du 3 au 4 novembre 1759, emportent la réserve de bois du fort Beauséjour mais surtout empêchent les récoltes dans les marais pour trois ans. La localité est repeuplée en 1761 par 25 familles du Rhode Island, suivies par des baptistes de Swansea, au Massachusetts, et des immigrants  du Yorkshire,. Le marais subit une inondation en septembre 1800. Ce sont toutefois les riches terres, les transports efficaces et la position centrale de la ville qui favorisent sa prospérité ; les établissements aussi loin que Dorchester, Cap-Tourmentin et Baie-Verte dépendent en fait tous de sa croissance.
L'université Mount Allison est fondée en 1839. Au milieu du XIXe siècle, Sackville est déjà un port prospère, avec plusieurs chantiers navals, duquel transigent des aliments et du bois d'œuvre à destination des États-Unis, du Royaume-Uni et des Antilles. Le marais est inondé en novembre 1865. Deux fonderies de poêles sont inaugurées au milieu du XIXe siècle, puis fusionnent en 1984 et sont toujours en activité. La construction du Chemin de fer Intercolonial, en 1870, consolide la position de Sackville. Toutefois, la fin de l'ère de la voile et le détournement de la rivière Tintamarre, en 1920, mettent fin aux activités du port. Le chemin de fer de l'embranchement du Cap-Tourmentin, renommé chemin de fer du Nouveau-Brunswick et de l'Île-du-Prince-Édouard, est construit en 1883 de Sackville à Baie-Verte, puis allongé jusqu'à Cap-Tourmentin en décembre 1886, le tout afin de transporter les passagers et les marchandises en provenance ou à destination de l'Île-du-Prince-Édouard.
Sackville est constitué en municipalité le 4 janvier 1903.
L'école intermédiaire Marshview ouvre ses portes en 1949, l'école secondaire régionale est inaugurée en 1968 et l'école élémentaire Salem ouvre ses portes en 1980.
Le chemin de fer du Nouveau-Brunswick et de l'Île-du-Prince-Édouard est abandonné en 1989.
Le 1er janvier 2023, Sackville fusionne avec Dorchester, dans le cadre de la réforme territoriale de la province, pour former la nouvelle ville de Tantramar.

## Population et société

### Démographie
(juillet 2016).
La ville comptait 5 411 habitants en 2006, soit une baisse de 0,9 % en 5 ans. Il y a en tout 2240 ménages dont 1605 familles. Les ménages comptent en moyenne 2,3 personnes tandis que les familles comptent en moyenne 2,8 personnes. Les ménages sont composés de couples avec enfants dans 25,9 % des cas, de couples sans enfants dans 33,9 % des cas et de personnes seules dans 26,8 % des cas alors que 13,2 % des ménages entrent dans la catégorie autres (familles monoparentales, colocataires, etc.). 74,4 % des familles comptent un couple marié, 10,3 % comptent un couple en union libre et 15,0 % sont monoparentales. Dans ces dernières, une femme est le parent dans 85,4 % des cas. L'âge médian est de 43,4 ans, comparativement à 41,5 ans pour la province. 84,3 % de la population est âgée de plus de 15 ans, comparativement à 83,8 % pour la province. Les femmes représentent 53,1 % de la population, comparativement à 51,3 % pour la province. Chez les plus de 15 ans, 28,5 % sont célibataires, 53,3 % sont mariés, 3,2 % sont séparés, 6,2 % sont divorcés et 8,8 % sont veufs. De plus, 7,1 % vivent en union libre.
| 1981  | 1986  | 1991  | 1996  | 2001  | 2006  | 2011  | 2016  |
| ----- | ----- | ----- | ----- | ----- | ----- | ----- | ----- |
| 5 635 | 5 470 | 5 494 | 5 393 | 5 361 | 5 411 | 5 558 | 5 331 |

Les autochtones représentent 0,6 % de la population et 2,6 % des habitants font partie d'une minorité visible. Les immigrants représentent 5,3 % de la population et 0,8 % des habitants sont des résidents permanents. 2,4 % des habitants ne sont pas citoyens canadiens et 85,0 % des habitants âgés de plus de 15 ans sont issus de familles établies au Canada depuis trois générations ou plus. En date du 16 mai 2006, 88,5 % des gens avaient la même adresse depuis au moins un an alors que 6,2 % habitaient auparavant ailleurs dans la même ville, que 2,2 % habitaient ailleurs dans la province, que 3,0 % habitaient ailleurs au pays et que 0,2 % habitaient ailleurs dans le monde. À la même date, 66,0 % des gens avaient la même adresse depuis au moins cinq ans alors que 16,4 % habitaient auparavant ailleurs dans la même ville, que 7,1 % habitaient ailleurs dans la province, que 7,4 % habitaient ailleurs au pays et que 3,0 % habitaient ailleurs dans le monde.
La langue maternelle est le français chez 4,7 % des habitants, l'anglais chez 91,3 % et les deux langues chez 0,2 % alors que 3,8 % sont allophones. Les deux langues officielles sont comprises par 23,1 % de la population alors qu'il n'y a aucun unilingues francophones, que 76,7 % des habitants sont unilingues anglophones et que 0,2 % ne connaissent ni l'anglais, ni le français. Le français est parlé à la maison par 1,4 % des gens, l'anglais par 97,1 %, les deux langues officielles par 0,2 %, l'anglais et une langue non officielle par 0,2 % et une langue non officielle seule par 1,1 %. Le français est utilisé par 2,6 % des travailleurs et l'anglais par 96,5 % alors que 0,5 % des travailleurs utilisent les deux langues officielles, que 0,3 % utilisent l'anglais et une langue non officielle et que 0,3 % utilisent uniquement une langue non officielle.
Chez les plus de 15 ans, 23,2 % n'ont aucun certificat, diplôme ou grade, 23,0 % ont uniquement un diplôme d'études secondaires ou l'équivalent et 53,8 % détiennent aussi un certificat, un diplôme ou un grade post-secondaire; par comparaison, ces taux s'élèvent à 29,4 %, 26,0 % et 44,6 % au provincial. Parmi la même tranche d'âge, 8,1 % des gens possèdent un diplôme d'un programme d'un an au CCNB ou l'équivalent, 18,1 % détiennent un diplôme d'un programme de trois ans au CCNB ou l'équivalent, 3,8 % ont un diplôme ou un certificat universitaire inférieur au baccalauréat et 23,8 % ont un certificat, un diplôme ou un grade universitaire plus élevé. Parmi ces diplômés, 9,4 % sont formés en enseignement, 5,0 % en arts ou en communications, 9,6 % en sciences humaines, 7,9 % en sciences sociales ou en droit, 21,5 % en commerce, en gestion ou en administration, 5,4 % en sciences et technologies, 4,8 % en mathématiques ou en informatique, 15,2 % en architecture, en génie ou dans des domaines connexes, 2,1 % en agriculture, en ressources naturelles ou en conservation, 10,0 % en santé, parcs, récréation ou conditionnement physique, 8,8 % en services personnels, de protection ou de transport et aucun dans d'autres domaines. Les diplômés post-secondaires ont terminé leurs études à l'extérieur du pays dans 8,1 % des cas.
Pour ce qui est de la population, Sackville se classe au 24e rang de la province.

### Logement
La ville comptait 2627 logements privés en 2006, dont 2245 occupés par des résidents habituels. Parmi ces logements, 74,8 % sont individuels, 2,4 % sont jumelés, 0,0 % sont en rangée, 3,8 % sont des appartements ou duplex et 15,4 % sont des immeubles de moins de cinq étages. Enfin, 3,3 % des logements entrent dans la catégorie autres, tels que les maisons-mobiles. 74,8 % des logements sont possédés alors que 25,2 % sont loués. 73,9 % ont été construits avant 1986 et 10,2 % ont besoin de réparations majeures. Les logements comptent en moyenne 6,9 pièces et 0,4 % des logements comptent plus d'une personne habitant par pièce. Les logements possédés ont une valeur moyenne de 129 520 $, comparativement à 119 549 $ pour la province.

## Économie

### Travail et revenu
Le recensement de 2006 de Statistique Canada fournit aussi des données sur l'économie. Chez les habitants âgés de plus de 15 ans, le taux d'activité était alors de 65,7 %, le taux d'emploi était de 59,5 % et le taux de chômage était de 9,4 % ; à titre de comparaison, ceux de la province étaient respectivement de 63,7 %, 57,3 % et 10,0 %.
Chez les personnes âgées de 15 ans et plus, 3 070 ont déclaré des gains et 4 240 ont déclaré un revenu en 2005. 92,4 % avaient aussi déclaré des heures de travail non rémunérées. Le revenu médian s'élevait alors à 24 385 $ avant et à 21 944 $ après impôt, comparativement à la moyenne provinciale de 22 000 $ avant et 20 063 $ après impôt; les femmes gagnaient en moyenne 3 067 $ de moins que les hommes après impôt, soit 18 877 $. En moyenne, 71,8 % du revenu provenait de gains, 14,0 % de transferts gouvernementaux et 14,2 % d'autres sources. 8,2 % de toutes les personnes dans les ménages avaient un faible revenu après impôt, une proportion montant à 9,8 % pour les moins de 18 ans.
Parmi la population active occupée, 7,0 % des gens travaillaient à domicile, 1,1 % travaillaient à l'extérieur du pays, 9,3 % n'avaient pas de lieu de travail fixe et 82,5 % avaient un lieu de travail fixe. Parmi les travailleurs ayant un lieu de travail fixe, 64,8 % travaillaient en ville, 21,1 % travaillaient ailleurs dans le comté, 2,5 % travaillaient dans un autre comté et 12,2 % travaillaient dans une autre province.

### Principaux secteurs
En 2006, on dénombrait 3,0 % des emplois dans l'agriculture, la pêche et les autres ressources, 2,6 % dans la construction, 8,4 % dans la fabrication, 3,7 % dans le commerce de gros, 7,9 % dans le commerce de détail, 4,4 % dans la finance et l'immobilier, 8,6 % dans la santé et les services sociaux, 19,3 % dans l'éducation, 16,0 % dans les services de commerce et 26,0 % dans les autres services.
L'université Mount Allison et l'entreprise Moneris Solutions forment le moteur économique de la ville. La fonderie de poêles Entreprise-Fawcett et l'une des seules encore existante au monde. Il y a quelques fermes dans la région.
Les antennes à ondes courtes de Radio-Canada International sont situées dans les marais près de la ville.
Entreprise Sud-Est, membre du Réseau Entreprise, a la responsabilité du développement économique.

## Politique et administration

### Conseil municipal
Le conseil municipal était formé d'un maire et de 8 conseillers, élus pour quatre ans.
Anciens conseils municipaux
Un conseil est formé lors des élections du 12 mai 2008. Un second dépouillement doit toutefois avoir lieu le 30 mai suivant, où le conseiller Michael J. Tower conserve la victoire. Les conseils municipaux suivants sont élus lors des élections du 14 mai 2012, puis le 10 mai 2016. Les dernières élections avant la fusion avec Dorchester se tiennent le 10 mai 2021.
| Mandat      | Fonctions            | Nom(s) |
| ----------- | -------------------- | --- |
| 2012 - 2016 | Maire                | Robert D. Berry |
| 2012 - 2016 | Conseillers généraux | Ronald B. Aiken, Ron E. Corbett, Bill Evans, Robert Shawn Mesheau, Joyce O'Neil, Bruce Irving Phinney, Michael J. Tower, Margaret Tusz-KIng |

| Mandat      | Fonctions   | Nom(s) |
| ----------- | ----------- | --- |
| 2008 - 2012 | Mairesse    | Pat A. Estabrooks |
| 2008 - 2012 | Conseillers | Robert D. Berry, Merrill Fullerton, Virgil Hammock, John Higham, Joyce O'Neil, Bruce I. Phiney, Michael J. Tower, Margareth Tusz-King. |

| Période                                  | Période       | Identité            | Étiquette | Qualité                  |
| ---------------------------------------- | ------------- | ------------------- | --------- | ------------------------ |
| 1903                                     |               | Josiah Wood         |           | Avocat, homme d'affaires |
| 1917                                     | 1918          | Frank Bunting Black |           | Marchand                 |
|                                          | 1995          | Pat A. Estabrooks   |           |                          |
| 1995                                     | 1998          | William R. Campell  |           |                          |
| 1998                                     | ????          | Pat A. Estabrooks   |           |                          |
| ????                                     | 2001          | Jim R. Long         |           |                          |
| 2001                                     | 2008          | Jamie Smith         |           |                          |
| 2008                                     | 2012          | Pat A. Estabrooks   |           |                          |
| 2012                                     | 2016          | Robert D. Berry     |           |                          |
| 2016                                     | 2021          | John Higham         |           |                          |
| mai 2021                                 | décembre 2022 | Shawn Mesheau       |           |                          |
| Les données manquantes sont à compléter. |               |                     |           |                          |

### Commission de services régionaux
Sackville fait partie de la Région 7, une commission de services régionaux (CSR) devant commencer officiellement ses activités le 1er janvier 2013. Sackville est représenté au conseil par son maire. Les services obligatoirement offerts par les CSR sont l'aménagement régional, la gestion des déchets solides, la planification des mesures d'urgence ainsi que la collaboration en matière de services de police, la planification et le partage des coûts des infrastructures régionales de sport, de loisirs et de culture; d'autres services pourraient s'ajouter à cette liste.

### Représentation et tendances politiques
Sackville est membre de l'Union des municipalités du Nouveau-Brunswick.
 Nouveau-Brunswick: Sackville fait partie de la circonscription provinciale de Tantramar, qui est représentée à l'Assemblée législative du Nouveau-Brunswick par Megan Mitton, du Parti vert du Nouveau-Brunswick. Elle est élue en 2018.
 Canada: Sackville fait partie de la circonscription fédérale de Beauséjour. Cette circonscription est représentée à la Chambre des communes du Canada par Dominic LeBlanc, du Parti libéral.

## Services

### Éducation
On y retrouve l'université Mount Allison.
La ville possède plusieurs écoles anglophones faisant partie du district scolaire 2:
- Marshview, publique, de la 5e à la 8e année, programme d'immersion en français.
- Sackville Christian Academy, indépendante, de la maternelle à la 12e année.
- Salem, de la maternelle à la 4e année, publique, programme d'immersion en français.
- Tantramar Alternate Education Centre, Centre d'apprentissage, publique, de la 9e à la 12e année.
- Tantramar Regional, publique, de la 9e à la 12e année, programme d'immersion en français.

Il y a aussi une bibliothèque publique.

### Santé
La ville bénéficie de l'hôpital Memorial de Sackville etd'un poste d'Ambulance Nouveau-Brunswick. Il y a aussi un foyer de soins agréés, la Drew Nursing Home.

### Autres services publics

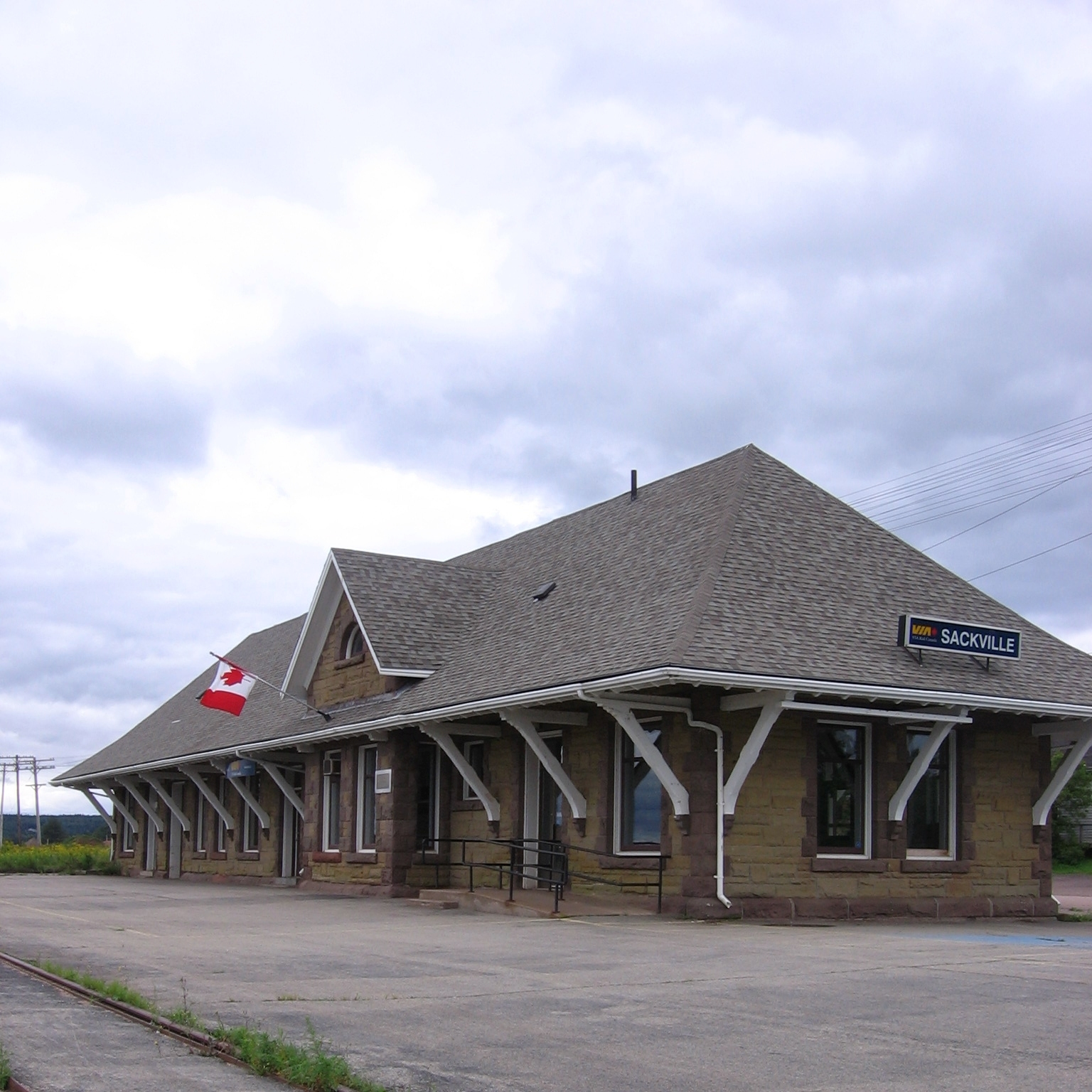
La gare de Sackville.

La gare de Sackville est desservie par L'Océan (Montréal-Halifax) de Via Rail Canada ; l'aéroport de Moncton, situé à 50 km au nord ; et l'autoroute qui va jusqu'en Nouvelle-Écosse. Sackville compte un bureau de poste, en plus d'un comptoir postal à Middle Sackville.
Sackville possède une caserne de pompiers et un poste de la Gendarmerie royale du Canada. Il dépend du district 4, dont le bureau principal est situé à Shédiac.
Le marché agricole de Sackville est organisé le samedi sur la rue Bridge.

### Médias
Sackville est desservi par les quotidiens anglophones Telegraph-Journal de Saint-Jean et Times & Transcript de Moncton. L'hebdomadaire The Sackville Tribune-Post est publié en ville. Le quotidien francophone est L'Acadie nouvelle, publié à Caraquet. Les francophones ont aussi accès à l'hebdomadaire L'étoile, de Dieppe.

### Sport et parcs

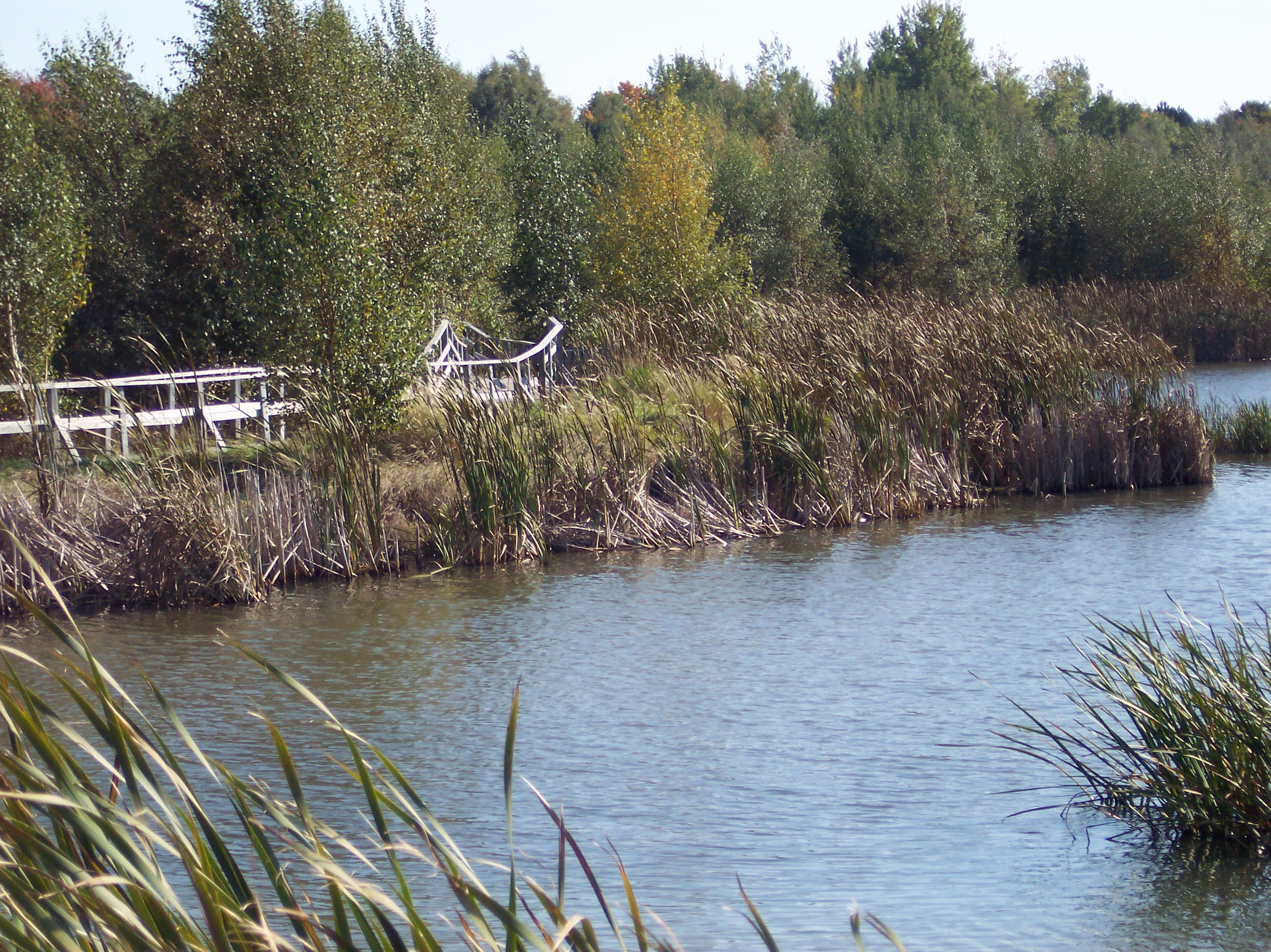
Parc de la sauvagine.

La ville bénéficie du club de golf de Sackville, un parcours de 18 trous. Le parc Lillas Fawcett et le lac Silver comptent tous deux une plage d'eau douce surveillée. La pêche à la truite et la navigation de plaisance sont possibles sur le lac Silver, qui possède une rampe de mise à l'eau.
Le parc de la sauvagine, situé en plein cœur de la ville, permet d'observer la faune aquatique et les espèces sauvages dans leur habitat naturel sans les déranger.

### Religion
L'église St. Paul's est une église anglicane. L'église St. Vincent est une église catholique romaine faisant partie de l'archidiocèse de Moncton.

## Culture
Depuis 2006, le Sappyfest, un festival de musique produit par Sappy Records et OK.Quoi?!, se tient dans la ville.

### Langues
Selon la Loi sur les langues officielles, Sackville est officiellement anglophone puisque moins de 20 % de la population parle le français.

### Personnalités

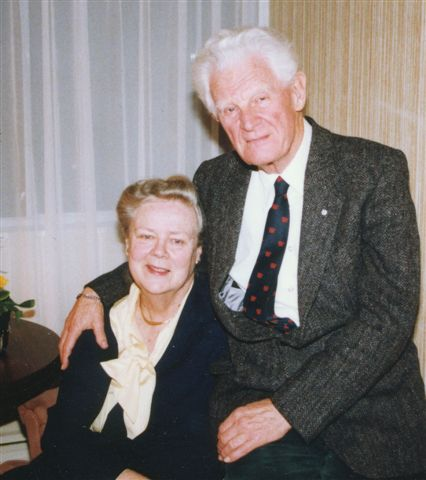
George Stanley et son épouse Ruth

- Charles Frederick Allison (1795-1858), marchand, philanthrope et administrateur scolaire, décédé à Sackville.
- Charles Black (1837-1901), député, né à Sackville.
- Frank Bunting Black (1869 - 1945), homme d'affaires et homme politique, né à Sackville.
- Joseph Laurence Black (1829-1907), homme d'affaires et homme politique, décédé à Sackville.
- Amos Edwin Botsford (1804-1894), cultivateur, officier de milice, juge de paix, juge, homme politique et homme d’affaires, mort à Sackville
- Bliss Botsford (1813-1890), avocat, propriétaire foncier, homme politique et juge, né à Sackville
- Charles Dixon (1730 ou 31 - 1817), fermier, marchand, fonctionnaire, juge et homme politique, mort à Sackville
- Eldon Hay, pasteur et professeur, membre de l'ordre du Canada
- K. V. Johansen (Kingston, 1968-), écrivaine, résidant à Sackville
- Richard Knight (1788-1860), prêtre, mort à Sackville
- Peter Manchester (1952-), artiste, auteur de 50 Things to Make with a Broken Hockey Stick, résidant à Sackville ;
- Allison Mitcham (1932-), écrivaine habitant à Sackville ;
- Acalus Lockwood Palmer (1820-1899), député, avocat et juge, né à Sackville
- Douglas Lochhead (1922-2011), poète, résident à Sackville et nommé poète officiel ;
- Humphrey Pickard (1813-1890), prêtre, professeur et journaliste, mort à Sackville ;
- Charles Roberts (1860-1943), écrivain, passe une partie de sa vie à Sackville;
- George Stanley (1907-2002), lieutenant-gouverneur du Nouveau-Brunswick, décédé à Sackville ;
- Hannah Maynard Thompson (1812-1844), romancière, morte à Sackville ;
- John Thompson (1938-1976), poète, mort à Sackville ;
- Toler Thompson (1780-1846), agent de développement agricole, né à Haut-Sackville ;
- Josiah Wood (1843-1927), homme politique, lieutenant-gouverneur du Nouveau-Brunswick, né et décédé à Sackville

### Architecture et monuments

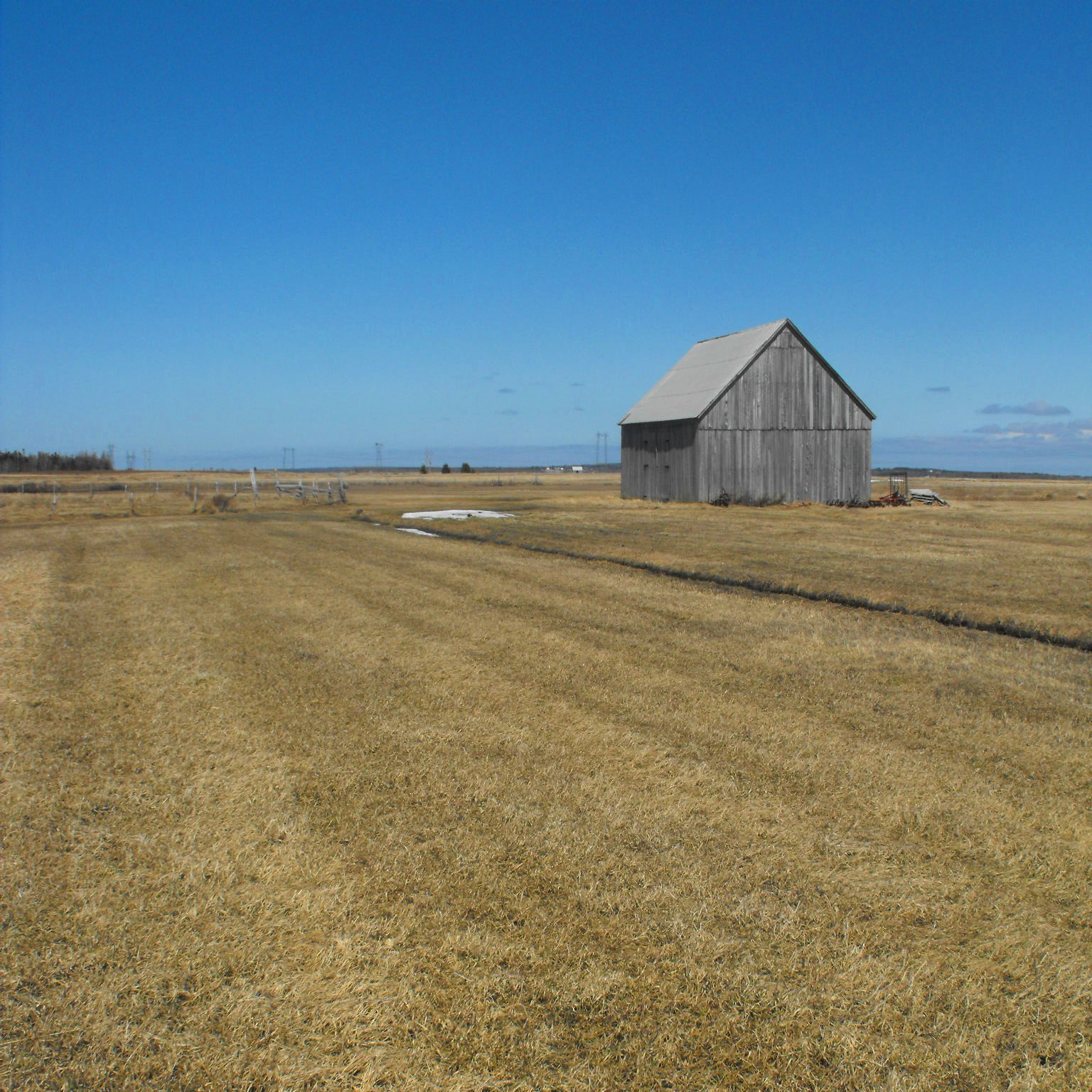
Une grange, l'une des seules encore en place dans la région, à Haut-Sackville.

La gare de Sackville est une gare patrimoniale et la manufacture de carrosses Campbell sont des lieux historiques provinciaux. Un pont couvert traverse la rivière Tintamarre, à Haut-Sackville le long du chemin High Marsh. Il fut construit en 1916 et mesure 49,7 mètres de long.
Il y a une attraction de bord de route à Sackville: des sculptures de Bécasseau semipalmé (calidris pusilla).

### Théâtre
La troupe de théâtre Live Bait se produit dans sa propre salle, où sont organisés aussi des soupers-spectacles, des spectacles de musique et des spectacles d'humour.

### Sackville dans la culture
Charles Roberts (1860-1943), qui a grandi à Sackville, s'est beaucoup inspiré du paysage pour ses poèmes.